# Mekarbaru (Kopo)
Mekarbaru is een bestuurslaag in het regentschap Serang van de provincie Banten, Indonesië. Mekarbaru telt 4313 inwoners (volkstelling 2010).